# 瓦勒德马赖
瓦勒德马赖（法語：Val-des-Marais，法語發音：[val de maʁɛ]）是法国马恩省的一个市镇，位于该省中部偏西南，属于香槟沙隆区。

## 历史
瓦勒德马赖成立于1977年，由4个临近市镇合并而成。

## 地名
“瓦勒德马赖”（Val-des-Marais）一名在法语中意为“沼泽之谷”。
缩合冠词“des”发音为[de]，在《法汉译音表》中对应“代”字，但其仅在“圣莫代福塞”（Saint-Maur-des-Fossés）等少数地名中译作“代”，《世界地名翻译大辞典》、《世界地名译名词典》和《法国地图册》等主流地名译名类书籍资料中多译作“德”。

## 地理
瓦勒德马赖（48°50'41"N, 3°57'51"E）面积39.85 平方千米，位于法国大東部大區马恩省，该省份为法国东北部内陆省份，北起阿登省，西北接埃纳省，西南接塞纳-马恩省，南至奥布省，东南接上马恩省，东临默兹省。
与瓦勒德马赖接壤的市镇（或旧市镇、城区）包括：巴讷、贝热尔莱韦尔蒂、埃屈里勒勒波、埃特雷希、费尔尚普努瓦斯、皮埃尔莫兰、韦尔-土伦。
瓦勒德马赖的时区为UTC+01:00、UTC+02:00（夏令时）。

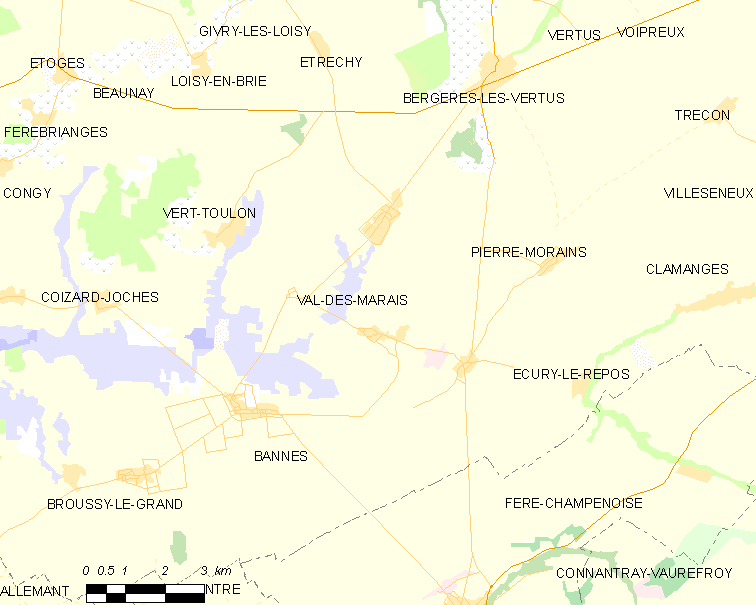
瓦勒德马赖的OSM定位图

## 行政
瓦勒德马赖的邮政编码为51130，INSEE市镇编码为51158。

## 政治
瓦勒德马赖所属的省级选区为韦尔蒂-香槟平原县。

## 交通
马恩省省道D9线、D18线、D39线和D40线经过境内。

## 人口

1962-2008年间瓦勒德马赖人口变化图示

瓦勒德马赖于2022年1月1日时的人口数量为561人。